# Sungbong Choi
Choi Sung Bong (en hangul, 최성봉; en hanja, 崔聖奉; romanización revisada, Choe Seongbong; McCune-Reischauer, Ch'oe Sŏngbong) (Seúl, 18 de febrero de 1990-Yeoksam-dong, 20 de junio de 2023) fue un cantante coreano quien a pesar de que no asistió a la escuela primaria ni secundaria, estudió por su propia cuenta, pasó y pudo ingresar al bachillerato y se graduó en el colegio Daejeon Arts High School, quedó en segundo lugar tras su participación en el programa televisivo “Korea´s Got Talent” (Ser talento de Corea), primera versión.

## Trayectoria personal
Fue huérfano de padres desde su niñez y creció en la calle. Nació en Seúl, pero fue abandonado en un orfanato a los tres años. Como le maltrataba con golpes, se escapó del orfanatorio a los cinco años y tomó el autobús para la ciudad Daejeon. Así empezó a vivir en una zona de bares en la ciudad Daejeon. Dormía en las escaleras o baños públicos, comió los residuos de comidas y tomó el agua de inodoros por hambre, vendía chicles o bebidas energéticas en las calles o las discotecas para subsistir. Viviendo en este lugar, encontraba gente del crimen organizado y vendedores de la calle. Primero aprendió a decir malas palabras en vez de buenas palabras, creció recibiendo golpes de los demás. Sufrió por adicción a las bebidas alcohólicas, drogas y violación sexual cuando era niño. Él fue objeto de venta y lo vendía a una persona y luego lo vendía a otra y así en varios lugares, dice que así vivió en la calle más de diez años.
Jisung era su nombre en la calle asignado por una vendedora, con este nombre vivió más de diez años. A los catorce años, una profesora de la escuela nocturna le ayudó a buscar su nombre y edad real en una comisaría. Pero Choi prefería el nombre Jisung, porque la pronunciación es similar a la palabra “perdón” según el sonido de la pronunciación en el idioma coreano.
Choi vendía chicles en bares, fue secuestrado y enterrado en la montaña por los criminales. Sin embargo, como no tenía a donde regresar, tenía que regresar a la zona de discotecas para vender chicles. Escuchó música clásica en un club donde vendía chicles y empezó a soñar en ser cantante. Choi decía que le gustaba mucho por la sinceridad de un vocalista, sentía que era diferente que las músicas escuchadas en clubes. Empezó a buscar la manera en que podía a aprender música sin contar con ningún respaldo. Visitó a varios maestros de música para que le enseñaran pero se negaron varias veces, al final encontró al maestro Jungso, Park. Park visitó donde vivía Choi para verificar si era verdad lo que decía y constató que solo era un sofá viejo que tenía por lo tanto decidió enseñarle gratuitamente para poder ingresar a la escuela de bachillerato especializado en artes cuando Choi tenía dieciseis años.
Choi fue registrado en 2007 para recibir el apoyo del gobierno bajo el sistema nacional de seguridad básica. Este año fue la primera vez en su vida que podía dormir en una casa. Antes no había recibido ningún asistente gubernamental. Tuvo varios accidentes de tránsito durante diez años de vida en la calle y fue dañado pero no podía hospitalizarse por la dificultad económica. Hasta ahora sufre por varios síntomas físicos y psicológicos (como timpanofonía) y necesita el tratamiento regular del hospital.

## Historia académica
Choi pasó el examen equivalente de escuela primaria y secundaria, se graduó Daejeon Art high school y esta estudiando en la Universidad cibernética de Kyung Hee.
A los catorce años, Choi se escondió de los criminales ingresando a la escuela nocturna. Ahí aprendió a leer, escribir y pasó el examen equivalente de escuela primaria y secundaria para entrar a la escuela Daejeon Art high school. Quería aprender la música y vivir una vida normal con los amigos e ingresó a Daejeon Art high school. Sin embargo, ningún profesor quería hacerle entrenamiento vocal porque no podía pagar las clases individuales. Trabajaba en el correo entregando cajas para pagar la matrícula pero se cayó cuando estaba trabajando en la noche. Choi pensaba retirarse de la escuela de bachillerato y dijo que faltó varias veces a las clases debido a la dificultad económica. Choi pasó el examen de ingreso a la Universidad de Han Yang en Corea pero no podía seguir por falta de dinero. En vez de estudiar, el trabajaba como obrero contratado diariamente en los sitios de construcción. A Choi no le importando si moría o no ya que sufría por traumas psicológicos y depresión.

## Participación en el programa Korea's Got Talent
En junio de 2011 en el primer concurso o versión, Choi en la actuación en televisión interpretado «Nella Fantasia» conmovió a la audiencia y los calificadores haciéndolos llorar. Choi se presentó como un «obrero» que vivía vendiendo «chicles y bebidas energéticas» durante diez años. Los tres calificadores Kolleen Park, Jang Jin y Song Yun-ah fueron impresionados por su habilidad. El 16 de julio de 2011 en la semi-final cantó ¨Cinema Paradiso¨ y la gente se emocionó otra vez. Choi logró el 56% de votos a favor de él en ese día, siendo candidato ranking 1 del programa, y llamó la atención de los principales medios de comunicación en el extranjero. El 20 de agosto de 2011 cantó otra vez “Nella Fantasia” en la final de la primera versión o concurso del programa y ganó segundo lugar, por poca diferencia de 243 votos con otra candidata Minjeong Joo quien bailó pop pin quien fue primer lugar. El 56% que logró Choi superó la suma de ex-votos de otros ganadores en el segundo, tercer, cuarto y quinto concurso o versión en las semi-finales del programa Korea´s Got Talent.
La actuación de Choi llegó a YouTube y provocó una sensación mundial en el Internet, recibiendo aplauzos de varios famosos como Justin Bieber, BoA, Junghwa Um (cantante coreana), diez millones de fanes de Facebook, varios políticos y la prensa incluso hasta el expresidente de Corea Myung park Lee. Una versión de video con subtítulo en inglés llamó atención mundial de las prensas como BBC, CNN, CBS, ABC, Times y etc. considerando a Choi como el siguiente Susan Boyle, o Paul Potts o Oliver Twist de Corea. Su video fue seleccionado en CNN como una de los videos más visto y estaba en la página portada de CNN durante un mes. El número de gente que vieron su video es 151,349,791 personas y este número acumulado sigue aumentando.

## Global Got Talent
Su video de audición ocupó el segundo lugar por más visto en el año 2014 entre los programas de Got Talent mundial, pero ocupó el séptimo lugar en 2015. Susan Boyle ocupó primer lugar en el año 2014 pero Paul Potts estaba fuera de ranking en este año.

## Controversias
El 4 de junio de 2011- Después de su primera presentación en un programa televisivo, hubo crítica sobre su historia académica. El decía que fue a la escuela Daejeon Arts High School pero al momento de editarlo fue eliminada esta parte y por este motivo hubo controversia. Por lo tanto el equipo de producción del programa explicó que Choi mencionó de ese punto en el concurso, cientos de audiencia y calificadores lo escucharon. Así que en la versión re-editada incluyeron hasta la parte eliminada.

## Compañía
Después de presentación en el Korea Got Talent, las principales compañías se contactaron con Choi. El firmó el contrato con Sony Music Korea Inc., pero canceló en diciembre de 2011. La compañía presente es Bong Bong Company.

## Característica musical
Color musical - Crossover tenor
CNN comentó que su voz baritonal tiene fuerza, como si fuera la voz de dos hombres y con una edad aproximada de cuarenta años. Choi esta experimentando diferente género musical. Su tono vocal se siente suave, emocional y fuerza de la experiencia de su vida. El álbum publicado en el año 2014 Sung Bong Choi, “su primer diálogo – pasos lentos” se puede escuchar su voz calmante que puede recordar el pasado.

## Álbum propio publicado
|     | Nombre de álbum                                  | Fecha publicada    | Canciones del álbum |
| --- | ------------------------------------------------ | ------------------ | --- |
| EP1 | Sung Bong Choi, su primer diálogo – pasos lentos | 9 de abril de 2014 | 01. Pasos lentos 02. Provincia romántica de Kangwon de Corea 03. Pasos lentos (Inst. solo canción) 04. Provincia romántica de Kangwon de Corea (Inst. solo canción) |

### Álbum con otros artistas
| Nombre de álbum                                  | Fecha publicada        | Canciones del álbum                                       |
| ------------------------------------------------ | ---------------------- | --------------------------------------------------------- |
| Korea's Got Talent                               | 21 de agosto de 2011   | • Nella Fantasia • Cinema Paradiso                        |
| Cantante Poppera, Jeongso Park, Nella Fantasia   | 5 de diciembre de 2012 | • A la fantasia de ‘Nella Fantasia’ (Feat. Sungbong Choi) |
| Cantante Poppera, Jeongso Park, Because He Lives | 5 de diciembre de 2012 | • Bendición sorprendente (Feat. Sungbong Choi)            |

#### Ranking de la música[21]
| Nombre de lista                | Nombre de canción | Ranking | Período |
| ------------------------------ | ----------------- | ------- | --- |
| Clásico en la Página web Melon | Nella Fantasia    | 1       | 21 de agosto de 2011 ~ 27 de agosto de 2011 |
| Clásico en la Página web Melon | Nella Fantasia    | 2       | 28 de agosto de 2011 ~ 10 de septiembre de 2011 |
| Clásico en la Página web Melon | Nella Fantasia    | 3       | 11 de septiembre de 2011 ~ 24 de septiembre de 2011 16 de octubre de 2011 ~ 22 de octubre de 2011 30 de octubre de 2011 ~ 3 de diciembre de 2011                                            |
| Clásico en la Página web Melon | Nella Fantasia    | 4       | 25 de septiembre de 2011 ~ 1 de octubre de 2011 9 de octubre de 2011 ~ 15 de octubre de 2011 23 de octubre de 2011 ~ 29 de octubre de 2011 4 de diciembre de 2011 ~ 17 de diciembre de 2011 |
| Clásico en la Página web Melon | Nella Fantasia    | 5       | 2 de octubre de 2011 ~ 8 de octubre de 2011 25 de diciembre de 2011 ~ 31 de diciembre de 2011 12 de febrero de 2012 ~ 18 de febrero de 2012                                                 |
| Clásico en la Página web Melon | Nella Fantasia    | 6       | 1 de enero de 2012 ~ 11 de febrero de 2012 19 de febrero de 2012 ~ 17 de marzo de 2012 |
| Clásico en la Página web Melon | Nella Fantasia    | 7       | 18 de diciembre de 2011 ~ 24 de diciembre de 2011 18 de marzo de 2012 ~ 24 de marzo de 2012                                                                                                 |
| Clásico en la Página web Melon | Nella Fantasia    | 13      | 25 de marzo de 2012 ~ 31 de marzo de 2012 |
| Clásico en la Página web Melon | Nella Fantasia    | 22      | 1 de abril de 2012 ~ 7 de abril de 2012 |
| Clásico en la Página web Melon | Nella Fantasia    | 32      | 8 de abril de 2012 ~ 14 de abril de 2012 |
| Clásico en la Página web Melon | Nella Fantasia    | 46      | 15 de abril de 2012 ~ 21 de abril de 2012 |
| Clásico en la Página web Melon | Nella Fantasia    | 61      | 22 de abril de 2012 ~ 28 de abril de 2012 |
| Clásico en la Página web Melon | Nella Fantasia    | 77      | 29 de abril de 2012 ~ 5 de mayo de 2012 |
| Clásico en la Página web Melon | Nella Fantasia    | 93      | 6 de mayo de 2012 ~ 12 de mayo de 2012 |
| Clásico en la Página web Melon | Cinema Paradiso   | 35      | 21 de agosto de 2011 ~ 27 de agosto de 2011 |
| Clásico en la Página web Melon | Cinema Paradiso   | 62      | 28 de agosto de 2011 ~ 3 de septiembre de 2011 |
| Clásico en la Página web Melon | Cinema Paradiso   | 96      | 4 de septiembre de 2011 ~ 10 de septiembre de 2011 |
| Clásico en la Página web Melon | Pasos Lentos      | 1       | 14 de abril de 2014 ~ 20 de abril de 2014 |
| Clásico en la Página web Melon | Pasos Lentos      | 2       | 7 de abril de 2014 ~ 13 de abril de 2014 |
| Clásico en la Página web Melon | Pasos Lentos      | 4       | 21 de abril de 2014 ~ 27 de abril de 2014 |
| Clásico en la Página web Melon | Pasos Lentos      | 5       | 5 de mayo de 2014 ~ 11 de mayo de 2014 |
| Clásico en la Página web Melon | Pasos Lentos      | 6       | 28 de abril de 2014 ~ 4 de mayo de 2014 12 de mayo de 2014 ~ 18 de mayo de 2014 |
| Clásico en la Página web Melon | Pasos Lentos      | 9       | 19 de mayo de 2014 ~ 15 de junio de 2014 |
| Clásico en la Página web Melon | Pasos Lentos      | 10      | 16 de junio de 2014 ~ 22 de junio de 2014 |

## Actuaciones
- Actuación realizada con la invitación del presidente de Cisco (San Diego, Estados Unidos, 2012).
- Actuación en la inauguración invitado por Lions club internacional en BEXCO (Busan, Corea, 2012).
- Partido internacional olímpico ¨Peace cup¨ en la ciudad Suwon (Suwon, Corea, 2012).
- Concierto para los adolescentes auspiciado por Ministerio del Medio ambiente (Seúl, Corea, 2012).
- Himno Nacional en Asamblea General el día de la Constitución con la orquesta Millennium Symphony (Seúl, Corea, 2012).
- Himno Nacional en la ceremonia inaugural de los juegos olímpicos de Londres (Seúl, Corea, 2012).
- Invitación de Andy – Concierto en vivo en The Greek Theatre (L.A. Estados Unidos, 2012).
- Participación en el concierto You Fest Main Final con Paul Potts (Madrid, España, 2012).
- Festival global ¨Nanum¨ (Seúl, Corea, 2013).
- Colaboración con orquesta filarmónica en Seúl, W filarmónica y otros.
- Actuaciones frente al presidente en casa presidencial coreana y conciertos de donaciones domésticos e internacionales más de 100 veces.

## Libro
| Título | Casa editorial | Fecha de publicación | ISBN          |
| --- | -------------- | -------------------- | ------------- |
| Cantando mi vida: Memoria de mi camino desde huérfano hasta famoso (título original:무조건 살아, 단 한 번의 삶이니까) | MunHakDongNe   | 25 de mayo de 2012   | 9788954618236 |

## Libro publicado en Corea
Choi escribió un libro ¨Cantando mi vida: Memoria de mi camino desde huérfano hasta famoso – Un niño de la calle, Choi canta la esperanza en final de deseperación¨ (publicado por Mun Hak Dong Ne). El no quería estar en el pasado pero escribió el libro porque quería devolver el amor que recibió por la gente debido a su historia del pasado. Al publicar el libro fue registrado como el libro más vendido y lo publicaron nueve veces el 10 de julio de 2015 y diez veces el 15 de diciembre en el 2015.

## Película
Choi firmó contrato sobre derecho de elaborar su historia en película y telenovela con Paul Mason, productor de la película en Hollywood, Lynn Santer, editora de escenario, Ian Barry, productor de película en Australia, Priscilla Presley, viuda de Elvis Presley. La fecha de finalización es el 31 de diciembre de 2015.
Fue ganador en el programa de KBS1 ´Conferencia 100 °C' el 1 de junio de 2012, presentó tres veces siendo primero entre los que presentaron. Sigue talk show con canción e su historia.
Presentó en los programas musicales y documentaciones de Corea y otros países. En el Hormiguero, un talk show de España salió después de Justin Bieber. Choi decía que ¨Quiero intentar de hacer lo que no había hecho durante 22 años de mi vida¨, y ¨Es una bendición de tener una vida que no se sufre de hambre, frío y que no me vuelvan a enterrar, seguiré una vida superando los retos¨, así contestó en la entrevista realizada por CNN y ABC.

## Transmisión televisiva
| Año                                             | Nombre del programa                                          | Canal de emisión  |
| ----------------------------------------------- | ------------------------------------------------------------ | ----------------- |
| 2011                                            | Korea Got Talent, versión 1                                  | tvN               |
| 2011                                            | Talk show en vivo, Taxi                                      | tvN               |
| 2011                                            | Back Ji Yeon’s People inside                                 | tvN               |
| 2011                                            | Programa de documentación, Rebeldía de 3 colores de talentos | tvN               |
| 2011                                            | Story on: Sra. Mi-sun amable                                 | tvN               |
| 2012                                            | Estrella de Opera 2012                                       | tvN               |
| 2012                                            | Jardín de mañana (Morning Garden)                            | KBS1              |
| 2012                                            | el HORMIGUERO                                                | Antena 3 (España) |
| 2012                                            | KBS, Conferencia 100℃                                        | KBS1              |
| 2013                                            | Plaza de noticia(News square), MBN                           | MBN               |
| 2014                                            | Noticia nocturna(Evening News), MBC                          | MBC               |
| 2014                                            | Documentación, Buenas Personas                               | MBC               |
| 2015                                            | Usted es flor(You are the flower)                            | KBS1              |
| • MBC, Club de libros, CBS, CTS, CGV, TBS, etc. |                                                              |                   |

### Revista
| Año  | Nombre de revista               | País                |
| ---- | ------------------------------- | ------------------- |
| 2011 | Good Morning AMERICA            | ABC, Estados Unidos |
| 2011 | CNN NEWS                        | CNN, Estados Unidos |
| 2011 | Lady Kyung Hyang                | Corea               |
| 2012 | Diario coreano Hankuk Ilbo 100℃ | Corea               |
| 2013 | Woman Sense                     | Corea               |

### Publicidad
| Año  | Nombre de publicidad                              |
| ---- | ------------------------------------------------- |
| 2011 | Campaña de radio <Un momento>                     |
| 2012 | Publicidad official de Comisión electoral         |
| 2013 | Corporación de carretera de Corea EX< Belt Song > |
| 2014 | Cama de Simons                                    |

## Ayuda a los demás

### Embajador honorario
| Fecha de nombramiento | Nombre de entidad                           |
| --------------------- | ------------------------------------------- |
| 30 de abril de 2012   | Child fund Korea                            |
| 29 de abril de 2013   | Centro de bienestar de comunidad Chang dong |

Choi se está desempeñando como embajador honorario de Child fund Korea donde el recibía apoyo. Dice que quiere dar una ayuda real para que pueda tener una oportunidad de una vida mejor, en vez de decirle que tenga sueño y esperanza a los demás. Esta ayudando a los niños que sufren por hambre y a los huérfanos, etc. También esta trabajando como embajador honorario del centro de bienestar de comunidad Chang dong.

## Donación de habilidad
Choi decía que existen dolores que no alcanzan a explicar con palabras. ¨Espero que tengan fuerzas para poder vivir¨. Hace conferencias y conciertos a la familia multicultural, soldados, pacientes de cancer y a la gente marginada.

## Actividades de colaboración
Choi envía los productos necesarios con donaciones, conferencias y conciertos a los niños marginados. También regala su libro transmitiendo la esperanza.

## Premios
| Nombre de premio                                                                              | Fecha                   | Institución que entregó                                     |
| --------------------------------------------------------------------------------------------- | ----------------------- | ----------------------------------------------------------- |
| Recibió el premio de segundo lugar en Korea’s Got Talent                                      | 20 de agosto de 2011    | CJ E&M                                                      |
| Recibió el Premio de candela la cual se ha realizado por nueve años                           | 11 de febrero de 2012   | Unión de los universitarios sobre crítia de cultura coreana |
| Recibió premio de prensa extranjera en Seúl                                                   | 10 de diciembre de 2013 | SFCC (Club de prensa extranjera en Seúl)                    |
| En el evento Artista de Corea realizado por segunda vez recibió el Premio de oro de vocalista | 22 de diciembre de 2014 | Comisión de Artista de Corea                                |